# Orthemis cinnamomea
Orthemis cinnamomea is een libellensoort uit de familie van de korenbouten (Libellulidae), onderorde echte libellen (Anisoptera).
De wetenschappelijke naam Orthemis cinnamomea is voor het eerst geldig gepubliceerd in 2009 door von Ellenrieder.